# 卡莫司他
卡莫司他（英語：camostat，开发代码FOY-305），是一种丝氨酸蛋白酶抑制剂，在体内有各种功能。被用来治疗某些肿瘤，并被用来有效地抵抗病毒感染。还可抑制肝脏纤维化、肾病或胰腺炎。在日本被批准使用。
2020年德国科学家在细胞杂志上发表论文指出甲磺酸卡莫司他（英語：camostat mesylate）积极对抗TMPRSS2，部分阻断SARS-2-S-驱动的进入Caco-2和Vero195 TMPRSS2细胞。